# Hanmer Warrington
Hanmer George Warrington (Nantwich, Cheshire, 5 de septiembre de 1776 – Patras, 18 de agosto de 1847) sirvió en el ejército británico y posteriormente se convirtió en cónsul general británico en Trípoli, cargo que ocupó durante 32 años. Desempeñó un papel importante al colaborar en la exploración británica del río Níger.

## Biografía

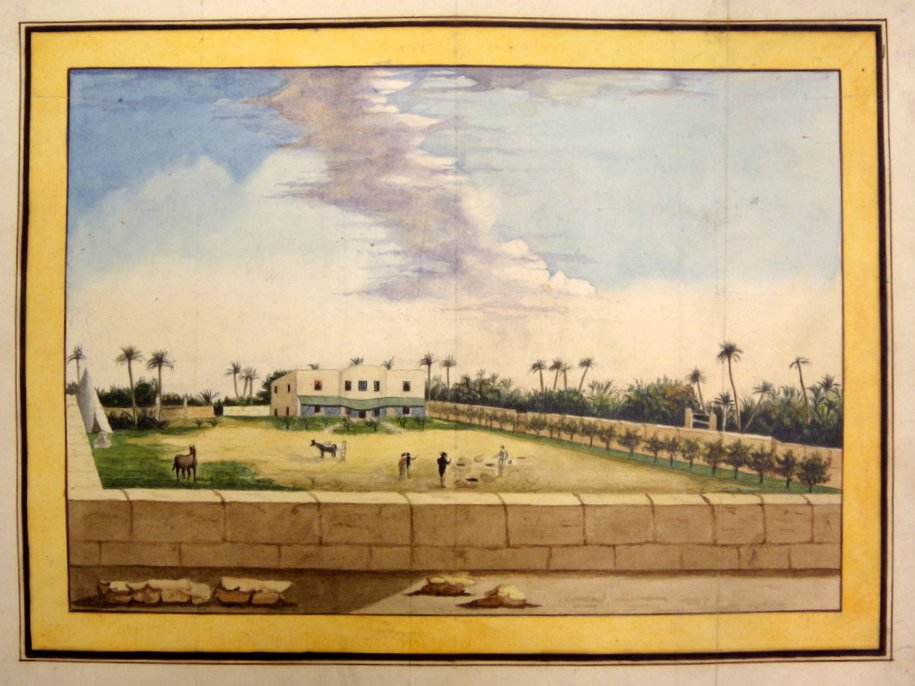
La villa de Hanmer Warrington cerca de Trípoli, conocida como el Jardín Inglés

### Carrera militar y diplomática
Warrington era hijo de un párroco rural y creció en Denbighshire. A los 16 años se unió al ejército británico y prestó servicio en España. Se retiró como coronel en 1812, se casó y tuvo diez hijos. En 1814, entró a formar parte del servicio diplomático y se convirtió en cónsul general en Trípoli. 
Se rumoreó que la esposa de Warrington, Jane-Eliza Pryce, era la hija ilegítima del príncipe regente, más tarde Jorge IV.  Esto nunca fue probado, pero algunos historiadores piensan que es la explicación de que Warrington mantuviera su cargo en Trípoli durante tanto tiempo y por qué el gobierno británico fue tan tolerante con sus problemas allí. El gobierno británico recibió numerosas quejas de otras embajadas por las actividades de Warrington, pues este era un gran bebedor, tenía un temperamento violento y se rodeaba de una camarilla de árabes locales de mala reputación. Su gran villa a las afueras de Trípoli, conocida como el Jardín Inglés, era conocida por las lujosas fiestas que allí se organizaban. 

### Primera exploración del Níger
En 1817, John Barrow, organizó una misión al río Níger desde Trípoli, expedición que estuvo comandada por Joseph Ritchie y George Francis Lyon. Warrington logró convencer al bajá Yusuf Karamanli para que diera permiso para la expedición y permitiera a los exploradores acompañar una caravana que partía en dirección a Tombuctú. Esta expedición, en la que murió Ritchie, tardó un año en llegar a Murzuk y nunca logró llegar a Tombuctú.

### Segunda expedición al Níger
Barrow decidió organizar una segunda expedición y en 1822, Walter Oudney, Hugh Clapperton y Dixon Denham partieron de Trípoli, una vez más con la ayuda de Warrington, quien pudo convencer al bajá de que debía proporcionarles una escolta armada. La expedición de detuvo de nuevo en la ciudad de Murzuk, y se solicitó a Warrington que proporcionara más fondos y utilizara una vez más su influencia con el bajá. La expedición fue otro fracaso, quedando Oudney muerto y Clapperton y Dixon en desacuerdo.

### Tercera expedición al Níger
La tercera y última expedición desde Trípoli al Níger fue realizada por Alexander Gordon Laing en 1825, también con la ayuda de Warrington. Antes de partir, Laing se casó con Emma, la hija de Warrington. Laing logró llegar al Níger y a Tombuctú, pero no pudo determinar el destino final del río. Al mismo tiempo, Hugh Clapperton regresó a la región, decidido a vencer a Laing en la búsqueda de la salida del Níger. Clapperton estaba acompañado por Richard Lemon Lander, y fue Lander quien finalmente resolvió el rompecabezas del Níger navegando desde Tombuctú hasta el Golfo de Guinea y el delta del Níger.